# Wernher von Braun
Wernher Magnus Maximilian Freiherr von Braun (ur. 23 marca 1912 w Wyrzysku, zm. 16 czerwca 1977 w Alexandrii, Stany Zjednoczone) – niemiecki (a następnie amerykański) konstruktor rakiet; podczas II wojny światowej współtwórca pocisków balistycznych V2, członek partii nazistowskiej, oficer SS; po wojnie czołowy współtwórca programu kosmicznego Stanów Zjednoczonych, pionier podboju kosmosu.

## Młodość i wojna
Po roku 1920, kiedy jego rodzinne miasto Wirsitz weszło w skład państwa polskiego pod nazwą Wyrzysk – w wyniku postanowień traktatu wersalskiego – rodzina von Brauna wyjechała do Berlina. Wernher od młodości interesował się astronomią, duży wpływ na niego wywarła praca Hermanna Obertha dotycząca wykorzystania rakiet do podróży międzyplanetarnych.
W latach 1930–1931 von Braun studiował w Instytucie Techniki w Berlinie i Zurychu. W roku 1933 wstąpił do Fliegerkorps i zdobył licencję pilota. W 1934 roku ukończył studia na Uniwersytecie Berlińskim, uzyskując tytuł doktora. Do Luftwaffe wstąpił w roku 1936, a rok później został dyrektorem technicznym w nowo powstałym ośrodku rakietowym w Peenemünde rozwijającym technikę rakietową dla zastosowań wojskowych (w Niemczech nie prowadzono badań nad rakietami dla celów cywilnych). W tym samym roku zapisał się do NSDAP.
W roku 1940 von Braun został przyjęty do SS i otrzymał stopień Untersturmführera (podporucznika), a w 1943 awansował do stopnia Sturmbannführera (majora). Był głównym projektantem pocisku balistycznego Aggregat 4, która stała się „bronią odwetową” V2. Von Braun był pomysłodawcą wykorzystania więźniów obozów koncentracyjnych do produkcji rakiet. Konferencja, która odbyła się na wyspie Uznam 16 kwietnia 1943 roku w obecności szefa SS Heinricha Himmlera i szefa resortu zbrojeń SS-Obergruppenführera Emila Mazuwa, na wniosek von Brauna zadecydowała o utworzeniu szeregu obozów i podobozów w sztolniach i tunelach podziemnych KL Mittelbau Dora. Przy produkcji rakiet w zakładach obozu koncentracyjnego Mittelbau-Dora wykorzystywano tysiące przymusowych robotników; około 25 tysięcy nie przeżyło tego okresu.

## Praca w USA

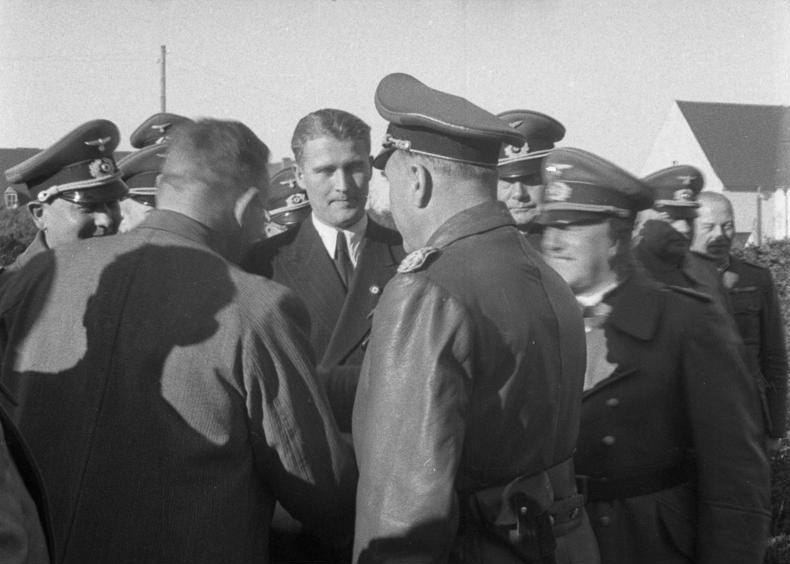
Wernher von Braun w Peenemünde, 21 marca 1941

W przededniu kapitulacji Niemiec, von Braun z gronem współpracowników, oddał się 2 maja 1945 roku w ręce Amerykanów, licząc na możliwość kontynuowania prac nad rakietami do celów cywilnych. Amerykańskie władze, w obliczu rysującej się konfrontacji z państwami komunistycznymi, przyjęły część grupy von Brauna, jak również część ocalałych podzespołów pocisków V2. Przez pierwsze lata powojenne von Braun i inni niemieccy specjaliści rakietowi pracowali i mieszkali skoszarowani w Forcie Bliss w Teksasie.
Pracując w ramach programów US Army, von Braun uczestniczył w projektowaniu pocisku balistycznego średniego zasięgu Redstone. Na podstawie tej konstrukcji stworzono następnie rakietę Jupiter C, która 31 stycznia 1958 roku wyniosła na orbitę pierwszego amerykańskiego sztucznego satelitę Ziemi Explorer 1.
Von Braun został zatrudniony w powstałej w 1958 roku agencji kosmicznej National Aeronautics and Space Administration (NASA), stając się pierwszym dyrektorem Centrum Lotów Kosmicznych imienia George’a C. Marshalla w Alabamie. Stanowisko to dało mu możliwość ukształtowania wieloletniej strategii podboju kosmosu przez NASA, określonej później mianem „paradygmatu von Brauna”.
Kolejnym dziełem von Brauna była rakieta Saturn V, która pozwoliła wylądować amerykańskim astronautom na Księżycu. Za to osiągnięcie został odznaczony w 1969 roku jednym z najwyższych odznaczeń: Distinguished Service Medal. W 1970 roku został zastępcą dyrektora NASA do spraw planowania, w 1972 odszedł jednak z NASA i podjął zatrudnienie w firmie lotniczej Fairchild Aircraft.
Mimo że cieszył się szacunkiem w Stanach Zjednoczonych, widmo jego nazistowskiej przeszłości powróciło na początku lat siedemdziesiątych. Kiedy „Paris Match” opublikował entuzjastyczny artykuł o von Braunie, do redakcji napłynęło kilka listów od czytelników, którzy rozpoznali człowieka na fotografiach. Czytelnicy byli byłymi więźniami Mittelwerk, w czasie wojny zmuszanymi do pracy nad V2, a ich wspomnienia o von Braunie różniły się diametralnie od charakterystyki przedstawionej w artykule. Twierdzili, że osobiście wydawał rozkazy egzekucji więźniów za rzekomy sabotaż i powinien stanąć przed trybunałem międzynarodowym jako zbrodniarz wojenny. Zarzuty nie doprowadziły wprawdzie von Brauna przed żaden trybunał, ale ostatnie lata życia upłynęły mu na tłumaczeniu się ze swojej wojennej przeszłości; zmarł w 1977 w atmosferze mnożących się podejrzeń.
31 grudnia 1976 roku odszedł z Fairchild Aircraft, gdyż zdiagnozowano u niego raka trzustki. Przeszedł operację, co jednak nie powstrzymało rozwoju choroby, która ostatecznie doprowadziła do jego śmierci 16 czerwca 1977 r.